# فهرست فرودگاه‌های جزایر کوک
این مقاله شامل فهرست فرودگاه‌های جزایر کوک است که بر پایهٔ مکان قرارگیری آن‌ها مرتب شده است.

## فرودگاه‌ها
| مکان               | ایکائو | یاتا | نام فرودگاه                 |
| آیتوتاکی           | NCAI   | AIT  | فرودگاه آیتوتاکی            |
| آتیو               | NCAT   | AIU  | فرودگاه انوئا               |
| مانگایا            | NCMG   | MGS  | فرودگاه مانگایا             |
| مانیهیکی           | NCMH   | MHX  | فرودگاه جزیره مانیهیکی      |
| مائوکه             | NCMK   | MUK  | فرودگاه مائوکه              |
| میتیارو            | NCMR   | MOI  | فرودگاه میتیارو             |
| پنرین              | NCPY   | PYE  | فرودگاه تونگاروا            |
| پوکاپوکا           | NCPK   |      | فرودگاه جزیره پوکاپوکا      |
| راروتونگا (آواروآ) | NCRG   | RAR  | فرودگاه بین‌المللی راروتونگا |